# Communauté de communes du Pays de Fénétrange
Pour les articles homonymes, voir CCPF.
La communauté de communes du Pays de Fénétrange est une ancienne communauté de communes qui était située dans le département de la Moselle en région Lorraine.

## Histoire
La communauté de communes a été créée le 1er janvier 1998.
Le 1er janvier 2014, elle fusionne avec la communauté de communes de l'Agglomération de Sarrebourg pour former la Communauté de communes de Sarrebourg - Moselle Sud.

## Composition
La communauté de communes était composée de 20 des 21 communes du canton de Fénétrange :
- Belles-Forêts
- Berthelming (siège)
- Bettborn
- Bickenholtz
- Desseling
- Dolving
- Fénétrange
- Fleisheim
- Gosselming
- Hellering-lès-Fénétrange
- Hilbesheim
- Mittersheim
- Niederstinzel
- Oberstinzel
- Postroff
- Romelfing
- Saint-Jean-de-Bassel
- Schalbach
- Veckersviller
- Vieux-Lixheim

## Administration
| Période                                  | Période        | Identité      | Étiquette               | Qualité                                                                                   |
| ---------------------------------------- | -------------- | ------------- | ----------------------- | ----------------------------------------------------------------------------------------- |
| Les données manquantes sont à compléter. |                |               |                         |                                                                                           |
|                                          | 1 janvier 2014 | Alfred Poirot | UDF-PR puis DL puis DVD | Maire de Romelfing (depuis 1989) Conseiller général du canton de Fénétrange (depuis 1994) |